# Đội tuyển bóng chuyền nam quốc gia Cộng hòa Séc
Đội tuyển bóng chuyền nam quốc gia Cộng hòa Séc là đội bóng đại diện cho Cộng hòa Séc tại các cuộc thi tranh giải và trận đấu giao hữu bóng chuyền nam ở phạm vi quốc tế.

## Đội hình

### Đội hình hiện tại
Dưới đây là danh sách các thành viên đội tuyển nam quốc gia Cộng hòa Séc tham dự giải World League 2017
Huấn luyện viên chính:  Miguel Ángel Falasca
| Stt. | Tên                | Ngày sinh            | Chiều cao          | Cân nặng        | Nhảy đập        | Nhảy chắn       | Câu lạc bộ năm 2016–17 |
| ---- | ------------------ | -------------------- | ------------------ | --------------- | --------------- | --------------- | ---------------------- |
| 2    | Jan Hadrava        | 3 tháng 6 năm 1991   | 1,98 m (6 ft 6 in) | 101 kg (223 lb) | 357 cm (141 in) | 335 cm (132 in) | Indykpol AZS Olsztyn   |
| 3    | Marek Beer         | 24 tháng 5 năm 1988  | 2,01 m (6 ft 7 in) | 103 kg (227 lb) | 350 cm (140 in) | 335 cm (132 in) | Hypo Tirol Innsbruck   |
| 4    | Donovan Džavoronok | 23 tháng 7 năm 1997  | 2,02 m (6 ft 8 in) | 85 kg (187 lb)  | 345 cm (136 in) | 334 cm (131 in) | Gi Group Monza         |
| 5    | Petr Šulista       | 29 tháng 4 năm 1993  | 1,99 m (6 ft 6 in) | 88 kg (194 lb)  | 350 cm (140 in) | 335 cm (132 in) | Vaše Kladno            |
| 6    | Michal Finger      | 2 tháng 9 năm 1993   | 2,02 m (6 ft 8 in) | 92 kg (203 lb)  | 366 cm (144 in) | 341 cm (134 in) | Friedrichshafen        |
| 7    | Aleš Holubec (C)   | 13 tháng 3 năm 1984  | 1,99 m (6 ft 6 in) | 90 kg (200 lb)  | 357 cm (141 in) | 335 cm (132 in) | Nantes Rezé Métropole  |
| 8    | Filip Habr         | 27 tháng 4 năm 1988  | 2,02 m (6 ft 8 in) | 93 kg (205 lb)  | 348 cm (137 in) | 335 cm (132 in) | České Budějovice       |
| 9    | Marek Zmrhal       | 10 tháng 8 năm 1993  | 2,03 m (6 ft 8 in) | 94 kg (207 lb)  | 357 cm (141 in) | 337 cm (133 in) | Volejbal Brno          |
| 10   | Matyáš Démar       | 1 tháng 10 năm 1991  | 2,04 m (6 ft 8 in) | 98 kg (216 lb)  | 340 cm (130 in) | 330 cm (130 in) | Nantes Rezé Métropole  |
| 12   | Daniel Pfeffer     | 27 tháng 4 năm 1990  | 1,84 m (6 ft 0 in) | 80 kg (180 lb)  | 331 cm (130 in) | 322 cm (127 in) | Karlovarsko            |
| 13   | Jan Galabov        | 12 tháng 6 năm 1996  | 1,91 m (6 ft 3 in) | 90 kg (200 lb)  | 354 cm (139 in) | 320 cm (130 in) | Dukla Liberec          |
| 14   | Adam Bartoš        | 27 tháng 4 năm 1992  | 1,98 m (6 ft 6 in) | 90 kg (200 lb)  | 359 cm (141 in) | 335 cm (132 in) | BBTS Bielsko-Biała     |
| 15   | Vladimír Sobotka   | 7 tháng 5 năm 1985   | 2,03 m (6 ft 8 in) | 93 kg (205 lb)  | 350 cm (140 in) | 328 cm (129 in) | České Budějovice       |
| 16   | Matěj Šmídl        | 25 tháng 2 năm 1997  | 2,05 m (6 ft 9 in) | 105 kg (231 lb) | 350 cm (140 in) | 335 cm (132 in) | Ostrava                |
| 17   | Adam Zajíček       | 25 tháng 2 năm 1993  | 2,01 m (6 ft 7 in) | 92 kg (203 lb)  | 345 cm (136 in) | 331 cm (130 in) | Vaše Kladno            |
| 18   | Jakub Janouch      | 13 tháng 6 năm 1990  | 1,94 m (6 ft 4 in) | 90 kg (200 lb)  | 336 cm (132 in) | 320 cm (130 in) | Dukla Liberec          |
| 19   | Petr Michálek      | 19 tháng 8 năm 1989  | 1,90 m (6 ft 3 in) | 80 kg (180 lb)  | 344 cm (135 in) | 325 cm (128 in) | České Budějovice       |
| 21   | Filip Křesťan      | 15 tháng 12 năm 1987 | 2,00 m (6 ft 7 in) | 94 kg (207 lb)  | 348 cm (137 in) | 330 cm (130 in) | Vaše Kladno            |

## Nhà cung cấp và tài trợ
Bảng dưới đây liệt kê các nhà cung cấp trang thiết bị cho đội tuyển quốc gia Cộng hòa Séc.
| Thời gian | Nhà cung cấp |
| --------- | ------------ |
| 2002–     | Adidas       |

### Nhà tài trợ
- Nhà tài trợ chính: Uniqa
- Các đơn vị tài trợ khác: Czech Tourism, Moser, iDNES, Cedok và Rimowa.